# Dénes Gizella
Dénes Gizella, születési nevén Deutsch Gizella Anna (Ócsárd, 1897. június 25. – Pécs, 1975. november 24.) író, újságíró.

## Élete
Pécsett jelennek meg első írásai a helybeli sajtótermékekben az 1920-as évek elején. A harmincas évektől kezdve egyre gyakrabban Budapesten főleg katolikus napilapokban, folyóiratokban publikál.
Fiatal korában sokat időzött Mecsekjánosiban rokonánál, a helybeli plébánosnál, ennek emlékét tábla őrzi a ma már Komlóhoz tartozó településen. Az itt töltött idők és baranyai származása miatt jól ismeri és írásaiban gyakran megjelenik ez a vidék, annak legendái, történetei.
Életművének túlnyomó része 1944 előtt jelent meg. Ismertebbek regényei (ifjúsági, felnőtteknek szóló és történelmi regények), azonban emellett írt riportokat, visszaemlékezéseket, irodalomtudományi tanulmányokat is. Regényeinek témáját Baranya múltjából kölcsönözte.
A Csodálatos fazekas című művéből 2009-ben filmet forgattak. A mű Zsolnay Vilmosról szól.

## Munkái
- Mecseki csend (1920)
- Venyigelángok (1923)
- Két fehér galamb (1925)
- Csodálatos fazekas (1927)
- Fehér torony (1929)
- Fekete emberek (1930)
- Aranyliliom (1931)
- Boldogasszony hadnagya (1931)
- Kék láng (1932)
- Néma szökőkút (1932)
- Tavaszi búzavetés (1933)
- Császármadár (1933)
- Asszonyok a hegyek között (1934)
- Jön a bajnok! (1934)
- Ezüstnyárfák (1934)
- Eliza tündöklése (1935)
- Kisasszonykirály (1937) (ifjúsági átdolgozás: 1990)
- Marianne kisasszony (1937)
- A hegyek hercegnője (1938)
- Két sor ház (1938)
- Csipkekesztyű (1939)
- Magyar nagyasszonyok (1939)
- Az ország katonája (1939)
- Mezei asszonyok (1940)
- Az asszony, aki vétkezett (1940)
- A magyar szimfónia (1941)
- A kék autó (1942)
- Névtelen pap
- Magyar nyár (1943)
- Boldogasszony völgye (1943)
- A puszta asszonya (1943)
- Virrasztó asszony (1943)
- Ég és föld között (1944)
- Szép koszorú (1947)
- Görcsöny ékessége (1972)

## Szakirodalom
- Tűz Tamás: Virrasztó asszony. Dénes Gizella regénye. Sorsunk 1943. július

## Külső hivatkozások
- Pécsi Szemle
- Török Sophie Nyugatban megjelent recenziója a Fehér toronyról
- Magyar katolikus lexikon szócikke
- Kortárs magyar írók 1945–1997